# Ratpenat de ferradura de Dent
El ratpenat de ferradura de Dent (Rhinolophus denti) és una espècie de ratpenat de la família dels rinolòfids que habita en sabanes d'Angola, Botswana, el Congo, Ghana, Guinea, Guinea Bissau, Namíbia, el Senegal i Sud-àfrica. No hi ha cap amenaça significativa per a la supervivència d'aquesta espècie, tot i que està afectada per pertorbació de les zones de descans.
Fou anomenat en honor de l'explorador britànic R. E. Dent.